# Visum et Repertum
Visum et Repertum est une locution latine juridique renvoyant à l’analyse d’une scène de crime et à l’examen d’un corps. Par métonymie, ce terme désigne aussi un type de rapport médico-légal issu de cette procédure.

## Rapport médico-légal
En Europe, la médecine légale trouve son origine dans le Saint-Empire romain germanique avec la promulgation en 1532 dans la Lex Carolina, loi normalisant la procédure criminelle sur l’ensemble du territoire national et prévoyant, entre autres, l’examen des victimes d’homicides par des experts en médecine.
En France, c’est l’alinéa 6 de l’ordonnance criminelle du 30 août 1536, qui introduit la notion de rapport d’expertise médico-légale. Initialement, ces experts sont principalement des barbiers chirurgiens sans formation spécifique à la médecine légale. Il faut attendre la fin du XVIe siècle afin d’assister à l’émergence d’une littérature spécialisée. L’un de ces documents : "Des rapports, et du moyen d’embaumer les corps morts", rédigé en 1575 par Ambroise Paré, premier chirurgien du roi, a un rôle fondateur en ce qui concerne la rédaction des rapports médicaux. Les siècles suivant voient une formalisation croissante de ce type de documents qui doivent se borner à livrer une analyse objective des faits, sans opinion à priori, tout en demeurant compréhensibles pour des non-spécialistes des sciences médicales,.
Ces rapports jouent aujourd’hui encore un rôle important dans la procédure pénale, ils constituent en effet la preuve de faits qui ne pourraient plus être constatés par la suite, soit parce qu’ils sont dénaturés par le passage du temps, soit parce qu’ils sont altérés par la procédure même qui permet leur examen.

### Cas célèbre
Visum et Repertum est le nom d'un ouvrage publié en 1732 par le chirurgien de régiment Johannes Flückinger. Il s'agit d'un rapport sur un présumé vampire : Arnold Paole. En mars 1732, ce rapport fit manchette en Angleterre et en France. Il aurait influencé Dom Augustin Calmet et Giuseppe Davanzati, lesquels ont rédigé plus tard des ouvrages sur le vampirisme.